# Karmiel
Karmiel (כרמיאל, en arabe كرميئيل) est une ville du district nord d'Israël. Elle se situe au centre de la Galilée, à la frontière entre la Haute et la Basse Galilée. Son symbole est le coquelicot. Son code postal est 21-671.

## Histoire
Karmiel a été établie en 1964 et a obtenu le statut de ville en 1986.
Elle a été fondée dans la vallée de Beth Ha-Kerem dans le but d'établir une continuité de peuplement juif le long de la route Akko-Safed, qui constitue la principale route reliant le centre du pays aux localités de haute Galilée et du Doigt de Galilée.
Dans les années 1990, elle a accueilli plus de 17 000 nouveaux émigrants Juifs de Russie. Une des principales langues parlées à Karmiel - outre l'hébreu - est d'ailleurs le russe.
À la suite du retrait du sud Liban, Karmiel a accueilli des familles de membres de l'Armée du Liban Sud dont la plupart se sont établis dans le quartier Ramat Rabin de la ville.
Karmiel a été l'une des nombreuses localités frappées pendant la deuxième guerre du Liban. Aucun mort mais plus de 600 roquettes y sont tombées et beaucoup de maisons ont été touchées.
Karmiel a été élue cinq fois de suite comme la plus belle ville d'Israël après Jérusalem. Son maire se nomme Adi Alder (he), partisan du Kadima.

## Géographie
Karmiel est situé sur la route d'Acre-Safed, à la lisière nord de la Basse Galilée. Elle se trouve dans le Emek Beit Hakerem et son altitude est de 330 m (1 082,68 ft). Ses affluents, le Shezor et Shagor Streams passer à travers Karmiel à l'est et au nord, respectivement. Karmiel se trouve sur la chaîne de montagnes Shagor, qui s'étend du Mont Hazon à l'Est (584 m (1 916,01 ft), à côté de Maghar) au mont Gilon à l'ouest (367 m (1 204,07 ft), à Gilon ). À l'ouest de Carmiel, les monts sont Karmi (362 m) et Makosh (315 m) montagnes. Les travaux sur une nouvelle ligne ferroviaire reliant Haïfa et Carmiel devrait commencer en 2011.

## Démographie
En 2007, la ville a une superficie d'environ 24 km2 (24 000 dounam) avec une population d'environ 50 000 habitants environ dont 40 % sont des immigrants venus de 75 pays. Depuis 1990, 16 000 immigrants sont arrivés à Karmiel, dont la majorité sont de l'ex-Union soviétique. Selon le plan directeur national, en 2020 Karmiel aura une population d'environ 120 000 habitants. Depuis 1980, six nouveaux quartiers ont été développées et peuplées, et un collège technique a été au service de la communauté depuis 1989.

## Économie
Aujourd'hui, il y a quatre écoles secondaires, quatre nouvelles écoles secondaires, un centre de formation professionnelle, neuf écoles publiques élémentaires, une école religieuse avec cursus secondaire gérée par l'État, une école élémentaire indépendante, une école pour enfants surdoués et un enseignement ferme, de nombreux jardins d'enfants, écoles maternelles et les garderies, ainsi que d'un réseau de jeunes de la communauté et les centres sportifs et la communauté internationale ORT Braude College of Engineering avec un corps étudiant de 3 500 étudie l'informatique, de l'électronique, de l'administration, de la biotechnologie industrielle et d'autres sujets. Une recherche en biotechnologie et centre de développement sera également ouvert au collège.

## Culture
La ville accueille chaque année le festival de danse de Karmiel. Ce festival a commencé en 1988 à l'initiative de deux auteurs de danses populaires en Israël. La durée du festival est de trois jours. Il y a des danses qui sont ouvertes au public. Il y a des professeurs de danse venus de l'étranger. En plus des événements organisés dans le festival, il y a plusieurs compétitions: une compétition de chorégraphie, un concours de danse folk, un concours de danse par groupes..

## Jumelages
- Denver (États-Unis)
- Hamar (Norvège)
- Metz (France)
- Pittsburgh (États-Unis)
- Wilmersdorf (Allemagne)